# ブロック島
ブロック島（-とう、Brock Island）は、カナダ北極諸島北部、クイーンエリザベス諸島を構成する島のひとつ。北緯77度52分西経114度19分に位置し、ノースウエスト準州に属する。面積は 764 km2である。